# アロイス・アウアー

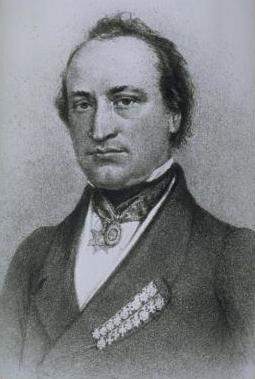
Alois Auer Ritter von Welsbach

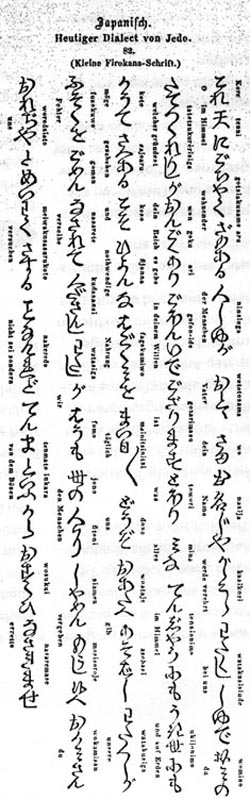
平仮名の活字

アロイス・アウアー（Alois Auer、後に叙爵され、Alois Auer Ritter von Welsbach、1813年 - 1869年6月11日）は、オーストリアの印刷技術者である。植物などの自然物を鉛や軟質材料に押し付けて型をとって、精細な表現を行う"Naturselbstdruck"（ネーチャープリント）の技法を発明した。オーストリアの国営印刷所の所長を務めた。

## 生涯
ヴェルスに生まれた。植字工としての訓練を受けた。余暇にフランス語、イタリア語、英語を学んだ。1837年にリンツの高校のイタリア語の講師になり、1839年からドイツ、スイス、フランス、イギリスを旅し、各国語に習熟するとともに、活字印刷技術を学び、1841年に王室印刷局の局長に任じられて、1868年までその職にあり、彼の管理下で、帝国印刷局は、ヨーロッパで最大の印刷所となった。1847年には東洋学者のアウグスト・プフィッツマイアーの依頼で柳亭種彦著・歌川豊国絵の『浮世形六枚屏風』の覆刻を手掛けて合計856種類の活字を製作し、これは連綿体平仮名の世界初の活字化となった。1853年に、鉛や軟質材質に実際の植物などの型をとって印刷するNaturselbstdruckの発明を発表し、この技術は、ヘンリー・ブラッドベリ（Henry Bradbury）らによって植物学、博物学の書物の出版に用いられた。自らも博物学、物理学、言語学に興味を持ち、自著を含む多くの書籍を出版した。写真掲載した書籍の出版のパイオニアでもある。
息子のカール・アウアー・フォン・ヴェルスバッハは希土類元素のプラセオジム、ネオジムを発見した化学者、発明家である。

## ネーチャープリントによる図版

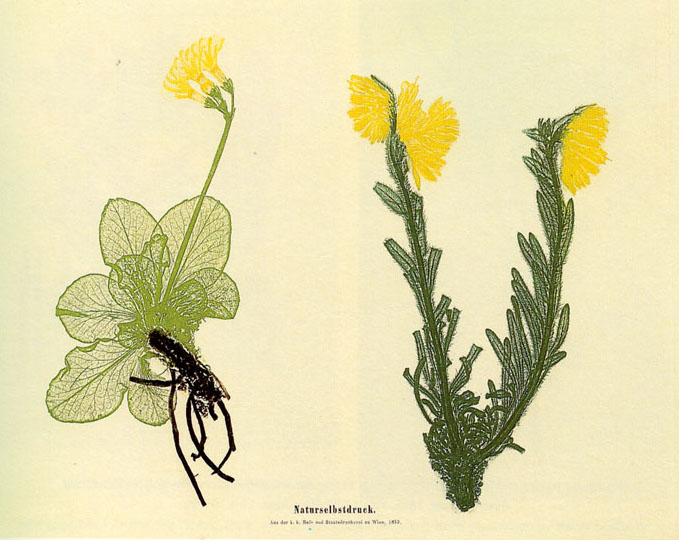
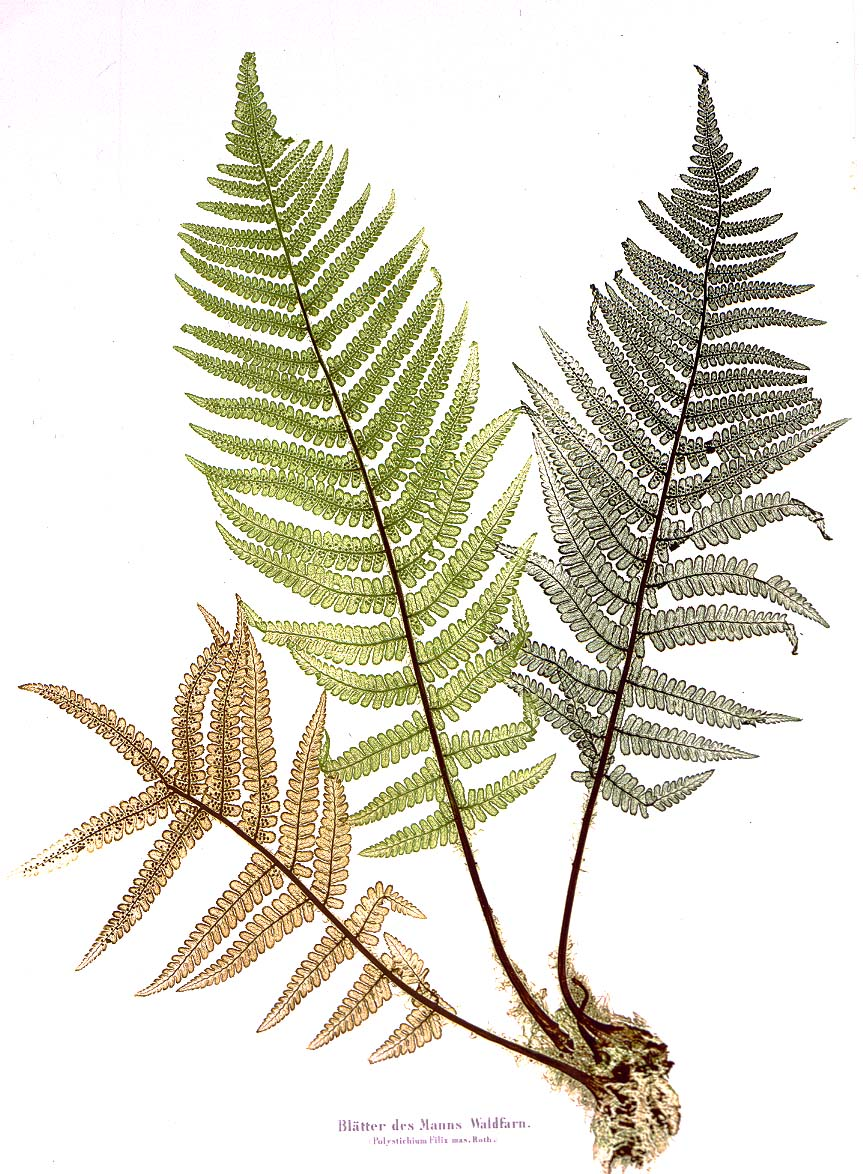